# 皮奥伊州雅科比纳
皮奥伊州雅科比纳（葡萄牙語：Jacobina do Piauí）是巴西皮奥伊州的一个市镇。总面积1443.257平方公里，总人口5587人，人口密度3.9人/平方公里。